# مطاردة الحرية (فلم)
مطاردة الحرية (بالإنجليزية: Chasing Liberty) شاسينغ ليبرتي، هو فيلم كوميديا رومانسية أصدر في 9 يناير 2004 من إخراج آندي كاديف وبطولة ماندي مور وماثيو جوود. الفيلم من تأليف ديريك غيلي وديفيد شنايدرمان، تدور قصة الفيلم حول ابنة رئيس الولايات المتحدة الأمريكية البالغة من العمر 18 عامًا والتي أدى تمردها على الوجود المستمر لعملاء الخدمة السرية في حياتها إلى مغامرة أوروبية ورومانسية غير متوقعة. تم تصوير فيلم مطاردة الحرية في براغ، البندقية، برلين، لندن، تشيلمسفورد وواشنطن العاصمة. بلغت ميزانية الفيلم 23 مليون دولار لكن عائدات شباك التذاكر كانت 12 مليون دولار فقط.

## قصة الفيلم
آنا فوستر (ماندي مور) هي ابنة رئيس الولايات المتحدة الأمريكية جيمس فوستر (مارك هارمون). بعد إفساد عملاء الخدمة السرية لموعدها الغرامي الأول، تطلب آنا حماية أقل. في رحلته القادمة إلى براغ، يوافق الرئيس على تعيين عميلين فقط لمراقبة آنا، التي تسما للخدمة السرية هو ليبرتي. في براغ، حضرت آنا وصديقتها غابرييل لو كلير (بياتريس روزين) حفلًا موسيقيًا لفرقة ذا روتس، حيث تكتشف آنا العديد من العملاء السريين في الحشد. اعتقادًا منها أن والدها قد حنث بوعده، إلا أنها تهرب من حماتها بمساعدة صديقتها غابرييل. خارج المسرح، طلبت من بن كالدر (ماثيو جوود) ركوب دراجته النارية. غير معروف لآنا، بن هو عميل في الخدمة السرية التابعة لوالدها، وقد أبلغ العميلان آلان ويس (جيريمي بايفن) وسينثيا موراليس (أنابيلا سكيورا) أين يمكن العثور على آنا بعد هروبها معه. عندما علم الرئيس بسلوكها، فإنه يأمر بن بحراسة آنا دون الكشف عن هويته الحقيقية لمنحها وهم الحرية مع ضمان الأمان.
معتقدة أنها حرة أخيرًا، تقفز آنا إلى نهر فلتافا عارية بعد أن ثملت، ظننت أنه نهر دانوب، فتسلقت هي وبن سطحًا لمشاهدة أوبرا جاك أوفنباخ التي تُعرض على شاشة عملاقة في ساحة عامة ليلا. في صباح اليوم التالي، اتصلت آنا بوالديها. في البداية يشعر والدها بالارتياح لأن ابنته آمنة، تتغير نبرة الرئيس عندما تعرض عليه صور لها وهي تعري ملابسها. قررت آنا الغاضبة من نبرة والدها أنها ستذهب إلى مهرجان الحب في برلين. ركبت هي وبن قطارًا، حيث قابلوا سكوتي ماكجراف (مارتن هانكوك)، وهو شاب رومانسي طائش يمنحهم مجموعة من ملصقات رجل الستة ملايين دولار، ويطلب منهم نشرها في أماكن عشوائية، وفي أحد الأيام عندما يكونون غير سعداء، قد تصادف واحدة وستجعلهم يبتسمون. يكتشف بن أنهم استقلوا قطارًا متجهًا في الاتجاه المعاكس إلى البندقية عوض برلين.
في البندقية، بعد تسجيل الوصول مع الوكلاء ويس وموراليس (اللذان يتقاربان الآن بشكل رومانسي) ينضم بن إلى آنا وماكجراف ويستكشفان المدينة معًا. بعد مغادرة ماكجراف، أدركت آنا أنه سرق محفظتها. عندما يتعرف السياح على آنا، تهرب هي وبن من موظفي المطعم الذين كانا فيه. مع عدم وجود مال، التقوا بسائق غندول في أنهر البندقية، يوجينيو (جوزيف لونج) إدعوا أنهما تزوجا مؤخرًا ضد رغبة والديها. أثناء ركوب غندول مجانا، قام بن بتقبيل آنا لإخفائها من مطارديهم. عندما يوجينيو علم أن «العروسين كما يدعيان» ليس لديهم مكان للإقامة، يدعوهم يوجينيو إلى منزله، حيث تستقبلهم والدته ماريا (ميريام مارجولييس). في تلك الليلة، ضنت آنا أن قبلة بن لها كانت صادقة من القلب، فعرضت نفسها عليه، لكنه رفض محاولاتها وقال لها أن قبلته كانت من أجل إخفائها من موظفي المطعم. في اليوم التالي، يقودهم يوجينيوإلى الحدود النمساوية، حيث يظهر ويس وموراليس في منزل يوجينيو ويعلمون من ماريا أن آنا وبن قد تزوجا، وهو ما يتم إبلاغ والدي آنا به، مما تسبب في حدوث ارتباك. مستاءة من رفض بن، استقلّت آنا شاحنة عابرة، تاركةً بن يطاردها عبر الريف النمساوي. وصلت آنا إلى جسر، حيث تلتقي بمجموعة ألمانيين يمارسون رياضة القفز بالحبال. يصل بن تمامًا بينما كانت آنا تستعد للقفز، وتصر على القفز معها.
في وقت لاحق من ذلك المساء في مخيم المجموعة الألمانية، طلب أحد أعضاء المجموعة الألمانية يدعى غاس غاس (أدريان بوشيه) من آنا أن تشارك خيمته في الليل. ترفض وتغازل بن الذي يرفض تقدمها مرة أخرى. إنزعجت وقالت أنها ستشارك الألماني في خيمته بعد كل شيء، يعترف بن أخيرًا بمشاعره تجاه آنا ويقضيان الليلة معًا. في مهرجان الحب في برلين، بينما يشرح بن ما قام به عبر الهاتف لزملائه العملاء، تكتشف آنا هويته. غاضبة من الخيانة الظاهرة، هربت آنا، فقط لتضايقها مجموعة من الرجال الذين يتعرفون عليها. ينقذها بن، وتعود آنا وعائلتها إلى الولايات المتحدة الأمريكية. أثناء التحضير للكلية، كشفت آنا لوالدتها أن قلبها «مكسور قليلاً». في الكلية، مع استمرار ويس وموراليس (اللذان يخططان للزواج) في حمايتها، ترى آنا ملصق رجل بقيمة ستة ملايين دولار في أحد الأعمدة في حرم الكلية يذكرها بمغامرتها الأوروبية. خلال عطلة عيد الميلاد، أخبر والد آنا أن بن استقال من الخدمة السرية ويعمل كمصور في لندن. خلال برنامج التبادل في جامعة أكسفورد، تزور آنا بن في مسرح الأوبرا، حيث يقبلون بعضهم ويتصالحان ويهربون على دراجته النارية.

## الإستقبال

### شباك التذاكر
تم إصدار الفيلم في 9 يناير 2004، في جميع أنحاء العالم في 2400 مسرح، وكسب 6,081,483 دولارًا في عطلة نهاية الأسبوع الافتتاحية. واستمرت في تحقيق إجمالي إجمالي قدره 626 195 12 دولارًا محليًا مع 697 117 دولارًا إضافيًا في الإيرادات الدولية، بلغ مجموعها 323 313 12 دولارًا من إجمالي الأرباح على مستوى العالم، ولم تسترد ميزانيتها البالغة 23 مليون دولار.

### النقد
تلقى الفيلم آراء سلبية في الغالب من النقاد. حصل الفيلم على تقييم بنسبة 18٪ على موقع روتن توميتوز بناءً على 117 تقييمًا، مع إجماع على أنه كان «طعامًا مريحًا من الفورمولايك لجمهور من المراهقين.» كتب مايكل أوسوليفان من صحيفة واشنطن بوست، «من المحتمل أن يفوز فيلم مطاردة الحرية أكثر من العديد من الآباء الفديين مثل المهرات بمزيج من الحلاوة الممزوجة بالسخرية اللطيفة.»
أعطى روجر إيبرت الفيلم تصنيفين من أصل أربعة نجوم ووجد أنه «جيد بشكل مدهش في المجالات التي لا يحتاج فيها إلى أن يكون جيدًا على الإطلاق، ومروع للغاية في المجالات التي يجب أن ينجح فيها.» لقد قدر إيبرت أداء مور، فكتب «ماندي مور محبوبة تمامًا، سرب ممزوج من مغارف ماري تايلر مور، سالي فيلد ودوريس داي.» في مراجعته، وصف جيمس بيراردينيلي مطاردة الحرية بأنها «كوميديا رومانسية للمراهقين ذات موضوع قياسي إلى حد ما».
في مراجعته في سان فرانسيسكو كرونيكل، كتب ميك لاسال، «مطاردة الحرية هو طبعة جديدة من حدث ذات ليلة (1934)، تم تحديثه وإعادة تجهيزه لجمهور شاب لن يتعرف على الاتصال.» يشيد لاسال بقدرة الفيلم على استحضار تجربة فتاة صغيرة في أن تكون بمفردها لأول مرة، حيث يكتب، «آنا وبن يتجولان في براغ، ولاحقًا في البندقية، يخوضون مغامرات ويلتقون بشخصيات ملونة مختلفة، وكل ذلك الانخراط. نحن نفهم ما تعنيه هذه الحرية لآنا، ويرجع الفضل في ذلك جزئيًا إلى ذكاء مور التعبيري، ولكن أيضًا من خلال أسلوب المخرج آندي كاديف. نشاهد حفلة لموسيقى الروك، وعرضًا في الهواء الطلق في وقت متأخر من الليل لفيلم أوبرالي وروعة المدن التاريخية من خلال عيون فتاة تختبرها لأول مرة».

## الممثلون والأدوار
| - ماندي مور — آنا فوستر. - ماثيو جوود — العميل الخاص السري بن كالدر. - ستارك ساندز — جرانت هيلمان. - جيريمي بايفن — العميل السري آلان ويس. - أنابيلا سكيورا — العميلة السرية سينثيا موراليس. - مارك هارمون — جيمس فوستر. - كارولين جودال — ميشيل فوستر. - توني جاياوردينا — حارس البيت الأبيض. - سام إليس — فيل. - تيرينس ماينارد — هاربر. - لويس هانكوك — سكرتير صحفي. | - جاريك هاجون — وزير الخارجية. - زاك بينوار — رئيس هيئة الأركان المشتركة الأمريكية. - جان جودمان — مستشارا للأمن القومي. - روبرت آش — كرئيس للأركان. - بياتريس روزين — غابرييل لو كلير. - مارتن هانكوك — سكوتي ماكجراف. - جوزيف لونج — يوجينيو. - ميريام مارجولييس — ماريا. - أدريان بوشيه — غاس غاس. - فرقة ذا روتس — هم أنفسهم. |

## الإنتاج

### مواقع التصوير
تم تصوير المشاهد الخارجية للبيت الأبيض في الواقع في هايلاندس هاوس في تشيلمسفورد، إسكس، إنجلترا، بسبب تشابهها مع البيت الأبيض. تم استخدام مخططات البيت الأبيض أيضًا لإنشاء نسخة رقمية متماثلة، مما ساعد في جعل المشاهد الخارجية تبدو أصلية. تسببت هذه المخططات في بعض المشاكل للمدير عند السفر إلى واشنطن العاصمة، حيث احتوت حقيبته أيضًا على مواد مصدر حول المكتب البيضاوي، من بين أشياء أخرى.
| - واشنطن العاصمة، الولايات المتحدة. - براغ، جمهورية التشيك. - البندقية، إيطاليا. - برلين، ألمانيا. | - لندن، إنجلترا. - هايلاندز هاوس، تشيلمسفورد، إسكس، إنجلترا. - استوديوهات باراندوف، براغ، جمهورية التشيك. - استوديوهات باينوود، باكينجهامشير، إنجلترا. |

## روابط خارجية
- مقالات تستعمل روابط فنية بلا صلة مع ويكي بيانات